# Kercseligeti-patak
A Kercseligeti-patak a Somogyi-dombságban ered, Kercseliget délnyugati határában, Somogy vármegyében, mintegy 200 méteres tengerszint feletti magasságban. A patak forrásától kezdve északi irányban halad, majd Attalánál éri el a Kapost.
A Kercseligeti-patak vízgazdálkodási szempontból a Kapos Vízgyűjtő-tervezési alegység működési területét képezi.

## Part menti települések
- Kercseliget
- Attala